# Воля-Грембошовська
Воля-Грембошовська (пол. Wola Gręboszowska) — село в Польщі, у гміні Грембошув Домбровського повіту Малопольського воєводства. Населення — 312 осіб (2011).
У 1975-1998 роках село належало до Тарновського воєводства.

## Демографія
Демографічна структура станом на 31 березня 2011 року:
|          | Загалом | Допрацездатний вік | Працездатний вік | Постпрацездатний вік |
| -------- | ------- | ------------------ | ---------------- | -------------------- |
| Чоловіки | 157     | 24                 | 107              | 26                   |
| Жінки    | 155     | 28                 | 90               | 37                   |
| Разом    | 312     | 52                 | 197              | 63                   |